# Art Baltazar
Pour les articles homonymes, voir Baltazar.
Art Baltazar (né en 1968) est un auteur de bande dessinée américain. Après s'être auto-édité pendant des années, Baltazar lance en 2008 chez DC Comics la série Tiny Titans, dont il co-écrit les scénarios avec son ami Franco Aureliani jusqu'à la fin de celle-ci en 2012.

## Prix et récompenses
- 2009 : Prix Eisner de la meilleure publication pour enfants pour Tiny Titans (avec Franco Aureliani)
- 2011 : Prix Eisner de la meilleure publication pour enfants pour Tiny Titans (avec Franco Aureliani)
- 2011 : Prix Harvey de la meilleure publication graphique originale pour jeunes lecteurs pour Tiny Titans (avec Franco Aureliani)
- 2014 : Prix Eisner de la meilleure publication pour petits lecteurs pour Itty Bitty Hellboy (avec Franco Aureliani)